# Никольский (Москва)
Никольский — бывший посёлок городского типа (с 1938 года), располагавшийся до 1960 года на территории Московской области, на Ленинградском шоссе, к востоку от Химкинского водохранилища. 17 августа 1960 года эта территория была включена в состав города Москвы.
Посёлок образован в 1938 году из села Николо-Всехсвятское. Важнейшим промышленным предприятием был кирпичный завод (закрыт в 1998 году). В 1950-е годы Никольский административно относился к Химкинскому району.
В 1939 году в Никольском проживало 13,2 тыс. чел., в 1959 — 8,7 тыс. чел.
Название посёлка сохраняется в названии Никольский тупик.